# Прудок (Чаусский район)
Прудо́к (бел. Прудок, иногда Церковный Прудок: бел. Царкоуны Прудок) — деревня в Осиновском сельсовете Чаусского района Могилёвской области Республики Беларусь.

## Географическое положение
Ближайшая железнодорожная станция — «Дрануха» на линии Могилёв — Кричев.

## Население
- 2010 год — 12 человек